# Какаджиков, Чары
Чары Какаджиков (род. 1937) — советский хозяйственный, государственный и политический деятель, Герой Социалистического Труда, народный депутат СССР.

## Биография
Родился в 1937 году в Безмеине. Член КПСС с 1982 года.
С 1959 года — на хозяйственной, общественной и политической работе. В 1959—1991 гг. — колхозник, бригадир овощеводческой бригады колхоза «40 лет СССР» Ашхабадского района Ашхабадской области Туркменской ССР.
За обеспечение устойчивого роста производства картофеля, сахарной свёклы, овощных, технических и других с/х культур, применение прогрессивных технологий и повышение производительности труда был в составе коллектива удостоен Государственной премии СССР за выдающиеся достижения в труде 1983 года.
Указом Президиума Верховного Совета СССР от 24 июля 1986 года присвоено звание Героя Социалистического Труда с вручением ордена Ленина и золотой медали «Серп и Молот».
Избирался народным депутатом СССР от Ашхабадского сельского национально-территориального избирательного округа № 421 Туркменской ССР.
Живёт в Туркмении.